# Friedrich Masche
Friedrich Masche (* 15.8.1899 in Dühringshof; † 10.6.1982) war ein deutscher Maler und Zeichner.

## Leben und Werk
Zu Masche fanden sich kaum Informationen. Er nahm wohl als Soldat der Wehrmacht am Zweiten Weltkrieg teil und kam dann nach Dresden. Dort wurde er Mitglied der Künstlergruppe Das Ufer, ohne jedoch eine wesentliche Rolle zu spielen. Mutmaßlich war Masche Autodidakt. Als Künstler erlangte er keine Bedeutung.
Sein Grab befindet sich auf dem Friedhof in Oberbärenburg.

## Werke (Auswahl)
Werke von Friedrich Masche befinden sich heute im Lohgerber-, Stadt- und Kreismuseum in Dippoldiswalde.
- Landarbeiterin (Zeichnung)[4]
- Vater Liebert (Kohlezeichnung; um 1955; Lohgerber Museum & Galerie Dippoldiswalde)[5]
- Tauwind am Geisingberg (Pastell ?, 75 × 100 cm; Lohgerber Museum & Galerie Dippoldiswalde)[6]

### Buchillustration
- Elisabeth Schierge: Unser Geising. Aus Heimatliebe geschrieben. Union-Verlag und -Druckerei, Dresden 1957, DNB 991014634.

## Ausstellungen
- 1950: Dresden, Betriebsausstellung „Das Ufer. Gruppe Dresdner Künstler 1947“ in der Landesdruckerei Sachsen vom 17. bis 22. April 1950[7]